# Richard Ruíz
Richard Ruíz Toledo (Jiquipilas, 14 gennaio 1986) è un calciatore messicano, centrocampista dell'Oaxaca.

## Carriera
Ha giocato nella massima serie messicana.